# 655

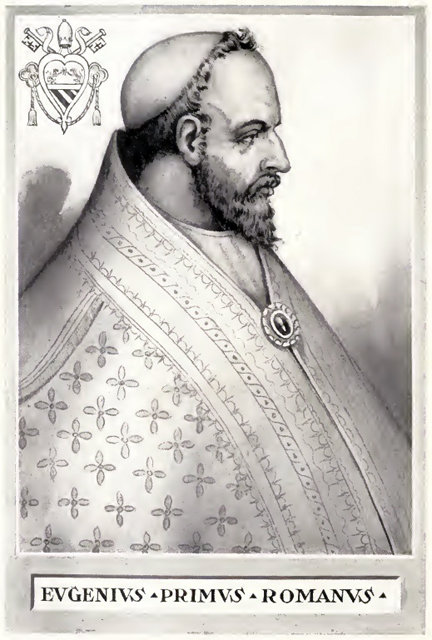
Paus Eugenius I (655 - 657)

Het jaar 655 is het 55e jaar in de 7e eeuw volgens de christelijke jaartelling.

## Gebeurtenissen

### Byzantijnse Rijk
- Byzantijns-Arabische Oorlog: De Byzantijnse vloot (500 schepen) onder bevel van keizer Constans II lijdt bij Lycië (huidige Turkije) een nederlaag tegen de Arabieren ten zuiden voor de kust van Klein-Azië. Constans weet ternauwernood te ontsnappen naar Constantinopel.

### Brittannië
- Slag bij Winwaed: Koning Oswiu van Bernicia verslaat bij Leeds (Yorkshire) zijn rivaal Penda van Mercia. Hij wordt erkend als alleenheerser over Northumbria en een van de belangrijkste Angelsaksische koningen (bretwalda) van Engeland.

### Azië
- Wu Zetian wordt de favoriete vrouw (concubine) van keizer Gao Zong en tevens keizerin van het Chinese Keizerrijk.
- Kōgyoku (655 - 661) wordt opnieuw keizerin (tennō) van Japan, nu onder de naam Saimei.

## Religie
- 16 september - Paus Martinus I overlijdt in Chersonesos (Oekraïne) na een zesjarig pontificaat. Hij wordt opgevolgd door Eugenius I als de 75e paus van de Katholieke Kerk.
- Maximus Confessor, Byzantijns kerkvader, wordt in Constantinopel tijdens zijn gevangenschap gemarteld en verbannen naar Lazica (Georgië).

## Geboren
- Hubertus, bisschop van Maastricht en Luik (waarschijnlijke datum)

## Overleden
- Clovis II, koning van Neustrië en Bourgondië (of 658)
- 31 oktober - Foillan, Iers missionaris
- Penda, koning van Mercia (Engeland)
- 16 september - Martinus I, paus van de Katholieke Kerk